# Super Bravo
Die Super Bravo war ein von Piaggio hergestelltes Mofa. Sie fiel durch dicke Stollenreifen, grüne/rote/weiße Stoßdämpfer und grüne/rote/weiße Felgen auf. Piaggio wollte eine Art „Cross-Mofa“ designen, das sich von Design der anderen Modelle abhebt.

## Technische Details
- Hubraum: 49 cm³
- Vergaser: Dell’Orto SHA 12.10; Hauptdüse 42 (auch 41 oder 43)
- Keilriemen-Antrieb: Keilriemenscheibendurchmesser (Kupplungsglocke) 55,5 mm, getriebenes Rad (Pully) 105 mm
- Tankvolumen: 3 Liter davon 0,5 Liter als Reserve.
- Übersetzung: vorne 55,5 mm hinten 105 mm.

## Super Bravo II (2)
Von der Super Bravo wurde eine Art Sondermodell mit 2-Gang-Handschaltung und manueller Kupplung abgeleitet. Diese Version der Super Bravo wird mit Super Bravo II (2) bezeichnet. Die Super Bravo II unterscheidet sich wie folgt von der Super Bravo:
- Zweigang Handschaltung mit folgenden Komponenten:

1. Zweigang Wechselgetriebe mit Leerlauf in der Hinterradnabe
2. Zwei Seilzüge vom Schaltgriff zur Schaltung
3. Manuell über einen dritten Seilzug betätigte Kupplung in der Hinterradnabe
4. Linker Lenkergriff ist nicht starr, sondern drehbar und dient als Schaltgriff mit den Stellungen Leerlauf, 1. Gang, 2. Gang
5. Linker Bremsggriff entfällt stattdessen ist ein Kupplungsgriff für die manuelle Kupplung vorhanden

- Die Kraftübertragung vom Motor zu Kupplung und Getriebe (an der Hinterachse) erfolgt durch einen Zahnriemen mit Riemenspanner statt eines Keilriemens
- Die Hinterradbremse wird mit den Pedalen durch rückwärts-Treten bedient. Dazu existiert ein spezieller Freilauf (vorwärts frei, Rückwärts Bremsbetätigung) auf der Pedalachse und ein kurzer vierter Seilzug zur Hinterradbremse
- Im Gegensatz zur Super Bravo ist die Super Bravo II (2) in anderen Farben lackiert
- Der Tank ist rund geformt und aus Kunststoff gefertigt.

Die Super Bravo II (2) wurde in Deutschland wie die Super Bravo als Mofa mit 25 km/h Höchstgeschwindigkeit vertrieben.

## Weblink
- Deutsche Piaggio-Website